# سوت‌زن پس‌سرحنایی
سوت‌زن پس‌سرحنایی  یا زنگ‌مرغ پس‌سرحنایی (نام علمی: Aleadryas rufinucha) نام یک گونه از تیره سردرشتان است.